# Espirdo
Espirdo ist eine Gemeinde in der spanischen Provinz Segovia. Sie liegt im Süden der Autonomen Region Kastilien und León, an der Nordwestabdachung der Sierra de Guadarrama. Sie hat 1.607 Einwohner (Stand: 2024). Zur Gemeinde gehören neben dem Hauptort Espirdo die Ortschaften La Higuera und Tizneros mit der Siedlung Bellavista.

## Geographie
Espirdo liegt etwa sechs Kilometer nordnordöstlich vom Stadtzentrum von Segovia in einer Höhe von ca. 1060 m.
Espirdo befindet sich innerhalb der Zone des kontinentalen mediterranen Klimas. 

## Bevölkerungsentwicklung
| Jahr      | 1970 | 1981 | 1991 | 2001 | 2011 | 2021 |
| Einwohner | 177  | 185  | 186  | 277  | 1023 | 1452 |

## Sehenswürdigkeiten
- Peterskirche (Iglesia de San Pedro) in Espirdo
- Thomaskirche in La Higuera
- Johannes-der-Täufer-Kirche in Tizneros

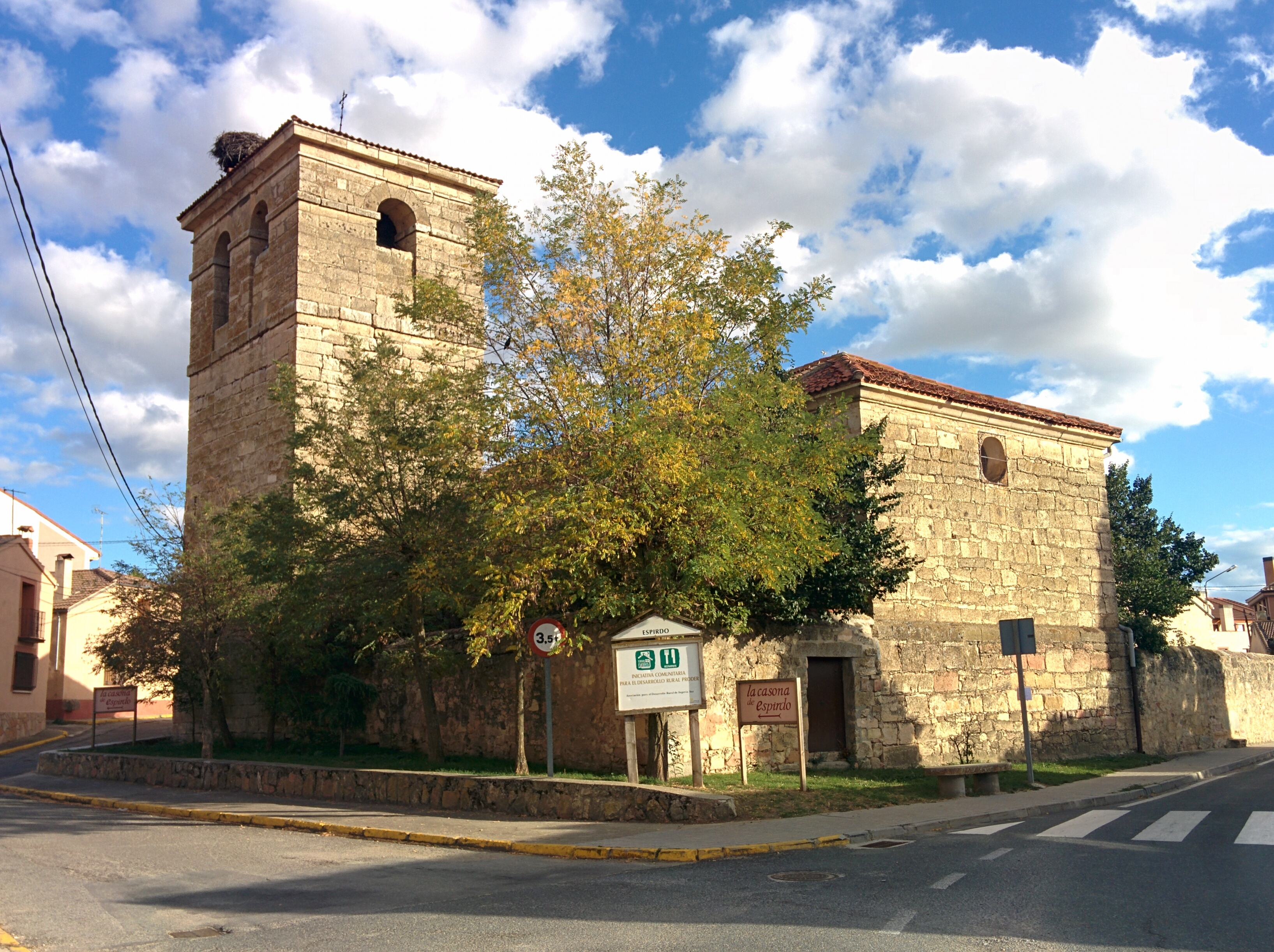
Peterskirche
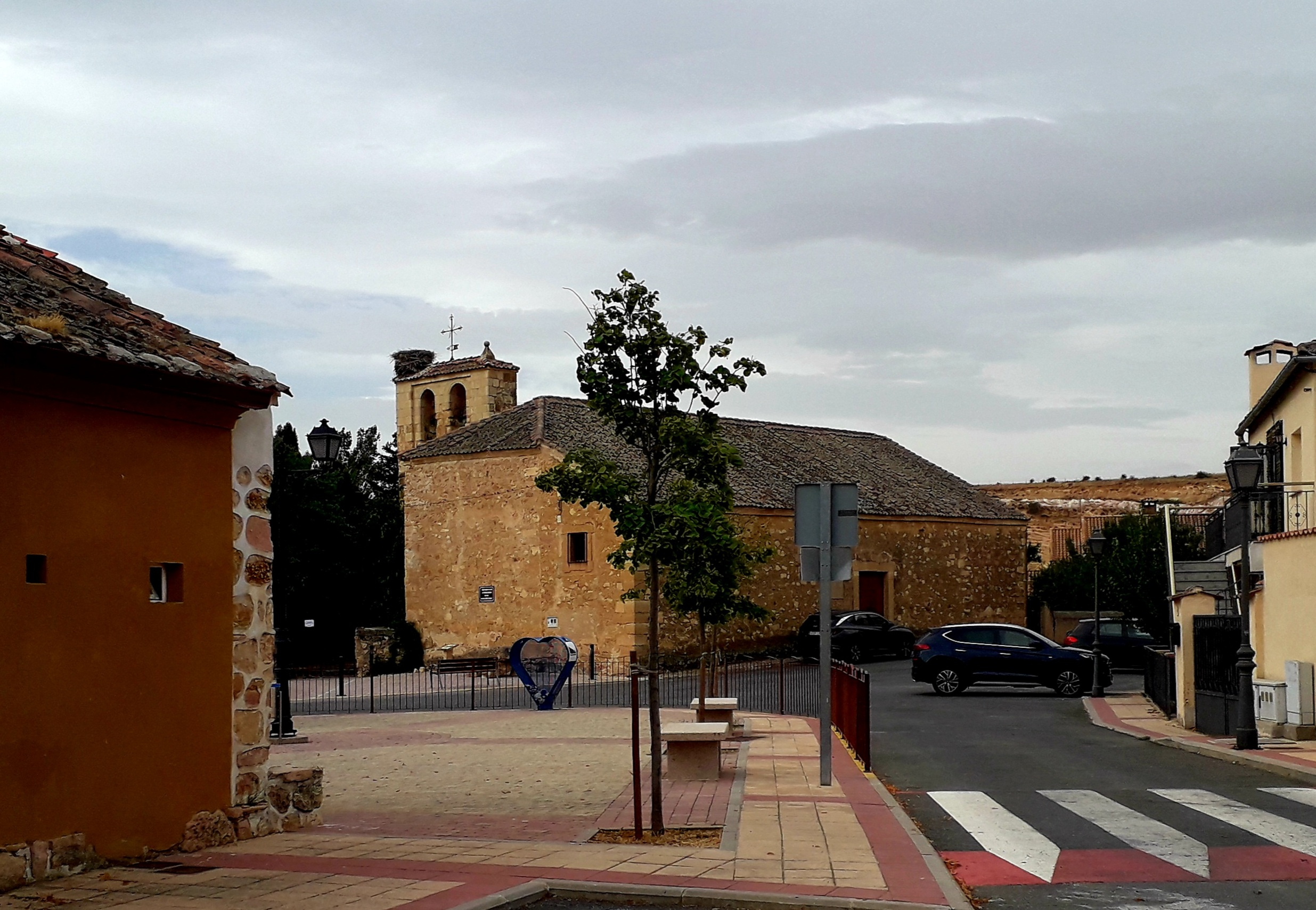
Thomaskirche
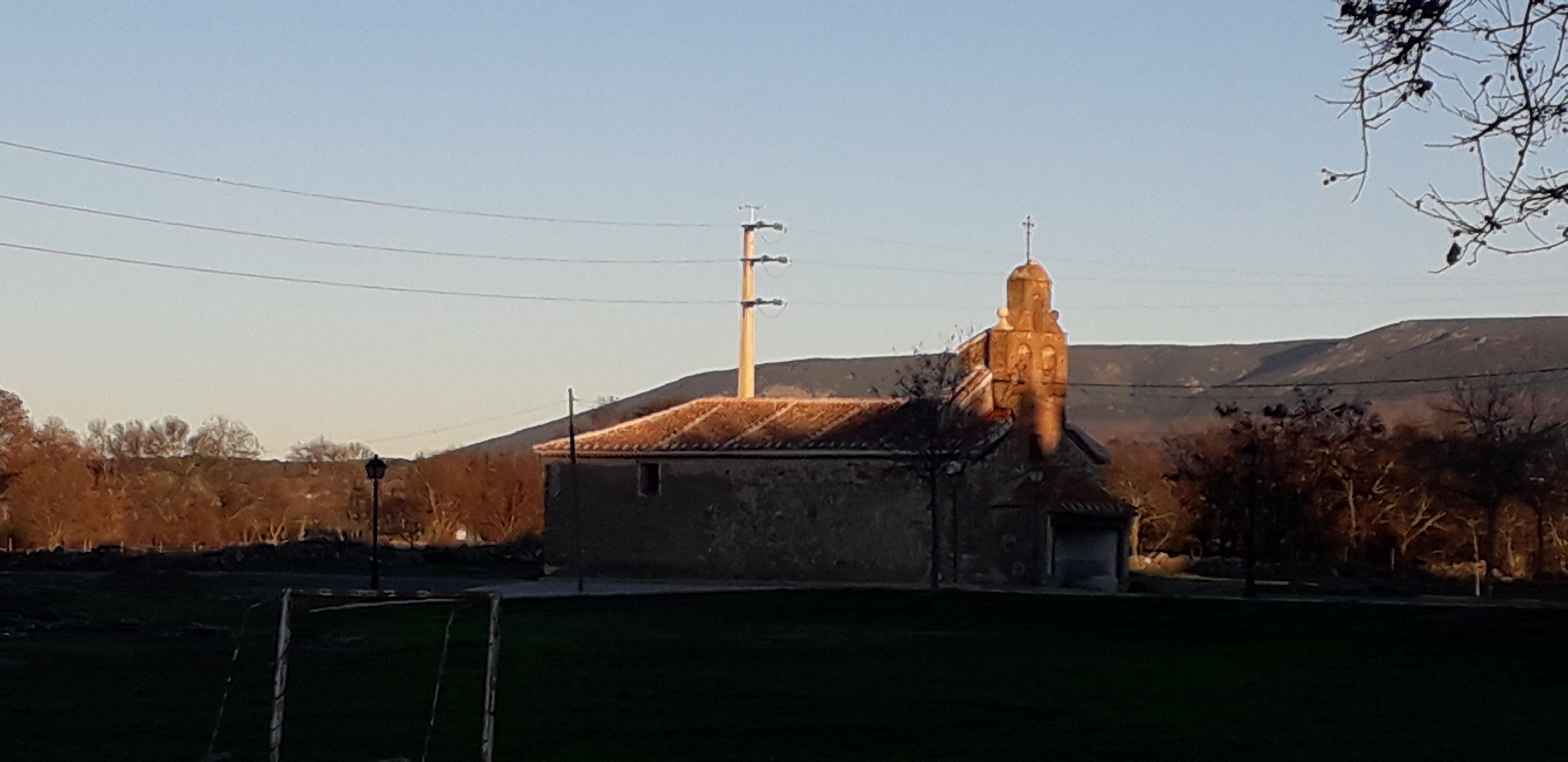
Johannes-der-Täufer-Kirche
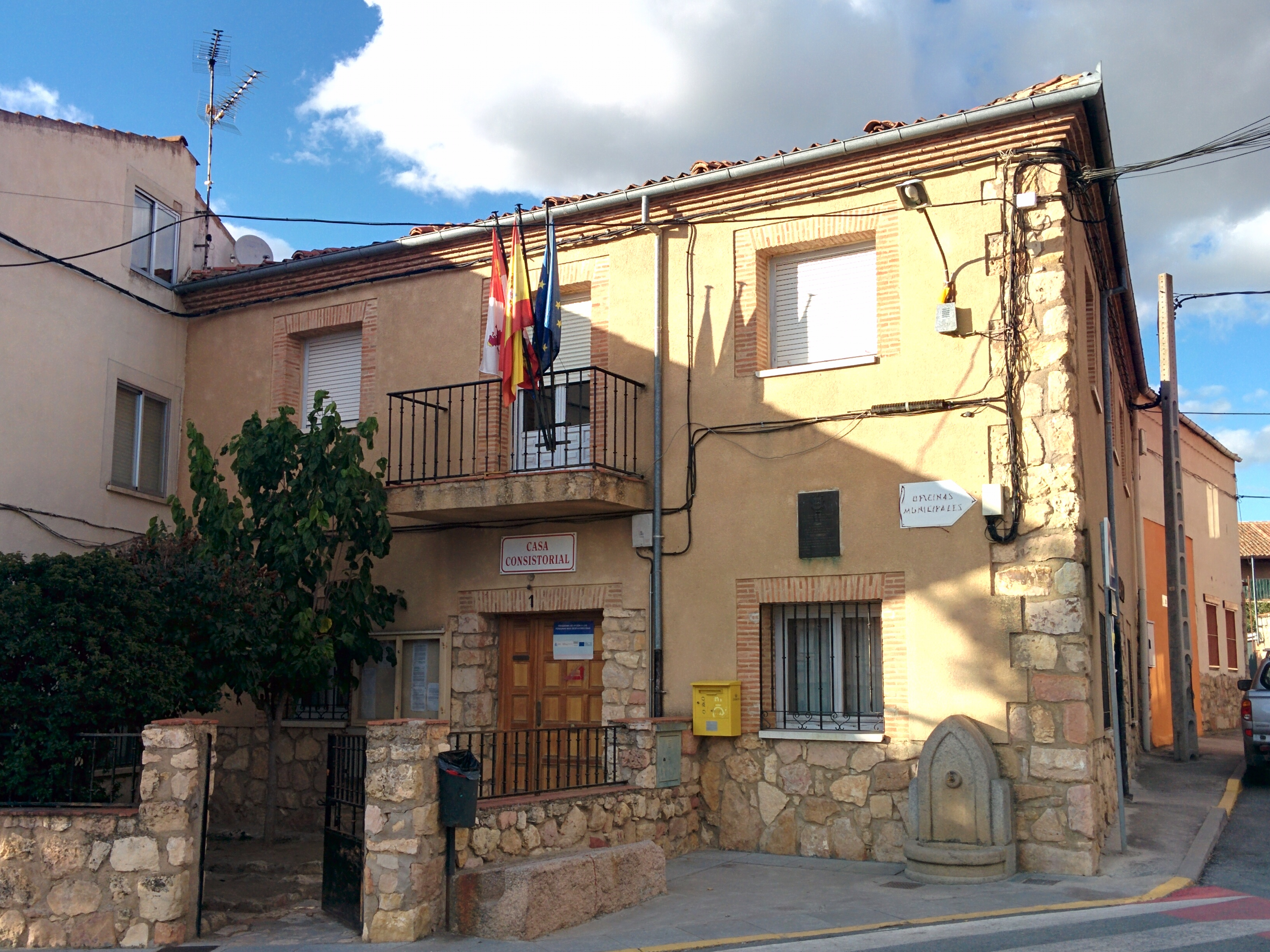
Rathaus